# ヴィンチェンツォ・ボニッツィ
ヴィンチェンツォ・ボニッツィ（Vincenzo Bonizzi パルマ1590年以前 - パルマ1630年7月17日）は北イタリアの作曲家、オルガン奏者。ヴィオラ・バスタルダ奏者でもあったと思われる。
当時の高名な鍵盤楽器奏者のクラウディオ・メールロに師事し、1596年ごろまでフェラーラの有名な『3人の女性歌手（Tre dame principalissime）』の伴奏者を務める。当時フェラーラの宮廷を訪問したジュリオ・カッチーニはボニッツィの演奏に特に注目をしている。1595年7月3日からはルクレツィア・デステの音楽家としてウルビーノで活躍し、1598年2月15日、ルクレツィアがなくなるまでこの職に就いた。1599年2月1日からはパルマの宮廷音楽家となり、また1610年10月15日からはパルマの聖マリア・ステッカータ教会（Santa Maria della Steccata）のオルガニスト、後に1619年1月31日からは楽長を務めた。

## 出版された作品
宗教曲集
Motecta ut vulgo dicunt, tum quaternis tum 5, ac 7 tum etiam 8 vocibus. Liber I. (Vict. Baldinus, 1595)
器楽曲集
Alcune opere di diversi auttori a diverse voci passaggiate principalmente per la Viola Bastarda, ma anco per ogni sorte di stromenti, e di voci. (A. Vincenti, 1626)

## 注
1. ↑  モデナ エステンゼ図書館 alpha. G. 6.28. 176裏面
2. ↑  A.Newcomb: The Madrigal at Ferrara 1579-1597(Princeton Univ. Press, 1980)201ページ